# Nahuel Arena
Nahuel Eloy Arena (Buenos Aires; 2 de junio de 1998) es un futbolista argentino que se desempeña como marcador central o lateral por derecha en Macará de la Serie A de Ecuador.

## Trayectoria

### Vélez
En junio del 2018 es promovido a primera desde las inferiores. Debuta por la Copa Argentina 2018 contra Central Córdoba, disputando los 90 minutos del partido sin marcar goles ni recibir ninguna tarjeta. El equipo queda eliminado de la Copa Argentina por penales. Su siguiente partido como profesional marcaría su debut por la Superliga Argentina 2018/19, siendo que ingresó en el segundo tiempo en el minuto 45 de la primera fecha contra Newell's. Esos fueron los únicos dos partidos que disputó en el campeonato y en el club, siendo que sólo fue convocado en dos ocasiones más al banco de suplentes sin ingresar en ninguno de los casos.

### Godoy Cruz
El entrenador Marcelo Gómez, quien tuviera un paso por la reserva de Vélez donde lo dirigió previamente, lo solicita como refuerzo para la Superliga Argentina 2018/19 y el Tomba compra el 50% de su ficha en U$D 750.000. Debuta en la fecha 16 al ingresar en el entretiempo del partido contra Lanús del 25 de enero del 2019, disputa 45 minutos y no marca goles ni recibe tarjetas. Su debut como titular sería disputando los 90 minutos del encuentro contra River Plate, con una goleada 4 - 0 del conjunto millonario. termina el campeonato sin marcar goles en 810 minutos distribuidos en 11 partidos.
En su segunda temporada con el club debuta disputando la Copa Libertadores 2019 contra el Palmeiras. En total disputa 9 partidos en los que jugó 654 minutos entre Copa Libertadores y Superliga Argentina 2019/20 dándose también su primer gol como profesional en el partido contra Rosario Central.

### Estudiantes
Se cierra un préstamo con KSC Lokeren Oost-Vlaanderen de la segunda división belga, donde por problemas propios del club no pudo ser inscripto en el primer tramo del torneo, debiendo esperar a junio. Pero tras decretarse la bancarrota del club Nahuel debe retornar al Tomba sin haber podido disputar ni un solo partido. Al volver es cedido a préstamo a Estudiantes de Caseros.

### Ferro
Se suma a la pretemporada a prueba, quedando en manos del técnico Manuel Fernández el visto bueno para que se sume. El 13 de febrero del 2022 se confirma su firma como último refuerzo de la temporada tras una buena pretemporada. Debuta en la primera fecha del Campeonato de Primera Nacional 2022 contra Nueva Chicago disputando los 90 minutos y marcando de cabeza el gol de la victoria del conjunto de Caballito; durante el partido recibió una tarjeta amarilla. Logró afianzarse en el equipo siendo parte de la dupla central con Gabriel Díaz.

## Estadísticas
Actualizado al 17 de agosto de 2025.
| Velez Argentina | 1.ª           | 2018-19       | 1   | 0 | 1 | 0 | — | — | 2   | 0 | 0    |
| Velez Argentina | Total         | Total         | 1   | 0 | 1 | 0 | 0 | 0 | 2   | 0 | 0    |
| Godoy Cruz Argentina | 1.ª           | 2018-19       | 8   | 0 | 2 | 0 | — | — | 10  | 0 | 0    |
| Godoy Cruz Argentina | 1.ª           | 2019-20       | 7   | 0 | 0 | 0 | 2 | 0 | 9   | 0 | 0    |
| Godoy Cruz Argentina | Total         | Total         | 15  | 0 | 2 | 0 | 2 | 0 | 19  | 0 | 0    |
| Estudiantes (BA) Argentina | 2.ª           | 2020          | 4   | 0 | 0 | 0 | — | — | 4   | 0 | 0    |
| Estudiantes (BA) Argentina | 2.ª           | 2021          | 17  | 0 | 0 | 0 | — | — | 17  | 0 | 0    |
| Estudiantes (BA) Argentina | Total         | Total         | 21  | 0 | 0 | 0 | 0 | 0 | 21  | 0 | 0    |
| Ferro Argentina | 2.ª           | 2022          | 31  | 1 | 2 | 0 | — | — | 33  | 1 | 0.03 |
| Ferro Argentina | 2.ª           | 2023          | 30  | 4 | — | — | — | — | 30  | 4 | 0.13 |
| Ferro Argentina | 2.ª           | 2024          | 22  | 1 | — | — | — | — | 22  | 1 | 0.05 |
| Ferro Argentina | Total         | Total         | 83  | 6 | 2 | 0 | 0 | 0 | 86  | 6 | 0.07 |
| Macará · Ecuador | 1.ª           | 2025          | 21  | 1 | 0 | 0 | — | — | 21  | 1 | 0.05 |
| Macará · Ecuador | Total club    | Total club    | 21  | 1 | 0 | 0 | 0 | 0 | 21  | 1 | 0.05 |
| Total carrera | Total carrera | Total carrera | 142 | 7 | 5 | 0 | 2 | 0 | 149 | 7 | 0.05 |
| (1) La copa nacional se refiere a la Copa Argentina y Supercopa Argentina . (2) La copa internacional se refiere a la Copa Sudamericana, Recopa Sudamericana, Copa Libertadores y Copa Suruga Bank. |               |               |     |   |   |   |   |   |     |   |      |